# The Field (periodico)
The Field è una rivista mensile britannica di sport ed altre attività ricreative, fondata a Londra nel 1853. 
Si vanta di essere la testata sportiva più antica tuttora pubblicata. Tratta prevalentemente le attività all'aria aperta.
Nell'Ottocento ebbe un ruolo importante per la diffusione di sport come il tennis e il golf, rifiutandosi però di promuovere sport più popolari come il calcio.
Per molto tempo ospitò anche una rubrica di scacchi che vantò firme prestigiose, come Wilhelm Steinitz, Samuel Boden, Leopold Hoffer e Amos Burn.
Il suo primo direttore, dal 1853 al 1857, fu Mark Lemon.

## Redattori di The Field
- 1853–1857 Marco Limone
- 1857–1888 John Henry Walsh[3]
- 1888–1899 Frederick Toms
- 1900–1910 Guglielmo anziano
- 1910–1928 Sir Theodore Andrea Cook
- 1931-1937 Eric Parker
- 1938-1946 Brian Vesey-Fitzgerald
- 1947–1950 Leonardo V Dodds
- 1951–1977 Wilson Stephens
- 1977–1984 Derek Bingham
- 1984–1987 Simon Courtauld
- 1987–1991 Julie Spencer
- 1991–2020 Jonathan Young
- 2020-presente Alexandra Henton